# Andreas Hense
Andreas Hense (* 1956) ist ein deutscher Meteorologe und Professor an der Universität Bonn, wo er die Arbeitsgruppe Klimadynamik leitet.
Hense war ab 1979 am Institut für Geophysik und Meteorologie der Universität zu Köln und 1981/82 beim Deutschen Wetterdienst in Offenbach. 1982 wurde er bei Ehrhard Raschke in Köln promoviert (Parameterisations of Clouds in General Circulation Models) und war als Post-Doktorand bei Hermann Flohn an der Universität Bonn und 1987/88 am Forschungszentrum Jülich bei Gert Eilenberger. 1988 bis 1990 war er Wissenschaftler am Alfred-Wegener-Institut bei Dirk J. Olbers und ab 1990 Professor für Klimadynamik an der Universität Bonn.
1991 erhielt er den Carus-Preis und 2016 die Alfred-Wegener-Medaille für seine hervorragenden Beiträge zur Entwicklung von statistischen Methoden in den Bereichen Klimatologie sowie der Wettervorhersage, insbesondere der qualitativen Niederschlagsvorhersage, wobei er nach Hans von Storch vor allem kritisch und innovativ vorhandene statistische Methoden in der Meteorologie und Klimaforschung anwandte.
Die Verbesserung der Vorhersage von Niederschlagsmengen war ab 2001 Gegenstand eines Forschungsprojekts mehrerer meteorologischer Institute und des Deutschen Wetterdienstes, wozu 2007 auch ein international ausgerichtetes Projekt in Südwestdeutschland und im Elsass (COPS, Convective and Orographically induced Precipitation Study) zählte, das vor allem einer breiten Datenerhebung diente, die dann theoretisch ausgewertet wurde.
Er war unter anderem mit verschiedenen Rekonstruktionen des Klimas der Vergangenheit beschäftigt, so am Toten Meer aus Pollendaten (wo um 1200 v. Chr. ein Wechsel von einer kühleren feuchten Periode zu einer trockenen wärmeren eintrat, die auch das Ende der kanaanitischen Stadtkultur markierte), im europäischen Jungtertiär und in der letzten Warmzeit.
Hense befasste sich auch mit Modellen der Erdrotation.